# Rimsko kiparstvo
Proučevanje rimskega kiparstva je zapleteno v odnosu do grškega kiparstva. Številni primeri celo najbolj znanih grških kipov, kot so Apolon Belvederski in Barberinijev Favn, so znani le iz rimskih cesarskih ali helenističnih "kopij". Nekoč so umetnostni zgodovinarji vzeli to imitacijo, ki kaže na ozkost rimske umetniške domišljije, vendar se je v poznem 20. stoletju rimska umetnost začela ponovno ocenjevati na lastne načine: nekateri vtisi o naravi grškega kiparstva so lahko  temeljili na rimski umetnosti.
Moč rimskega kiparstva je v portretiranju, kjer so se manj ukvarjali z idealom kot Grki ali starodavni Egipčani in ustvarjali zelo značilna dela in v narativnih reliefnih prizorih. Primeri rimskega kiparstva so obilno ohranjeni, kar je v popolnem nasprotju z rimskim slikarstvom, ki je bilo zelo široko uveljavljeno, vendar je skoraj vse izgubljeno. Latinski in nekateri grški avtorji, zlasti Plinij starejši v knjigi 34 njegove Naturalis Historia, opisujejo kipe in nekaj teh opisov se ujema z obstoječimi deli. Medtem ko je veliko rimskih kipov, zlasti v kamnu, preživelo bolj ali manj nedotaknjeno, je pogosto poškodovano ali fragmentarno; bronasti kipi v naravni velikosti so veliko redkejši, saj je bila večina recikliranih kot kovina. 
Večina kipov je bila dejansko veliko bolj realistična in pogosto svetlo obarvana, kot je bila prvotno ustvarjena; surove kamnite površine, ki jih najdemo danes, so posledica izgube pigmenta skozi stoletja. 

## Razvoj
Na zgodnjo rimsko umetnost so vplivale umetnost Grčije in sosednjih Etruščanov, na katere so močno vplivali grški trgovinski partnerji. Etruščanska posebnost so bile figure v naravni velikosti v terakoti, ki so po navadi ležale na pokrovu sarkofaga, in bile v tem času naslonjene na komolec. Ko je razširjena rimska republika začela zavzemati grško ozemlje, najprej v južni Italiji in nato v celotnem helenističnem svetu, razen v Partskega cesarstva na Daljnem vzhodu, je uradna in patricijska skulptura postala v veliki meri podaljšek helenističnega sloga, iz katerega je še posebej težko ločiti rimske elemente, še posebej, ker je toliko grških kipov preživelo le v kopijah iz rimskega obdobja . Do 2. stoletja pred našim štetjem so bili »večina kiparjev, ki so delali v Rimu« Grki, pogosto zasužnjeni v osvajanjih, kot je bil Korintu (146 pr. n. št.), katerih imena so zelo redko zabeležena. Veliko število grških kipov je bilo uvoženih v Rim, bodisi kot plen ali rezultat izsiljevanja ali trgovanja in templji so bili pogosto okrašeni s ponovno uporabljenimi grškimi deli. 
Samostojni italijanski slog je viden v nagrobnih spomenikih bogatih Rimljanov srednjega razreda, ki so pogosto predstavljali portrete, portretiranje pa je nedvomno glavna moč rimskega kiparstva. Iz tradicije mask prednikov, ki so jih nosili v procesijah na pogrebih velikih družin in drugače prikazanih v domovih, ni preživelih, toda mnoge od ohranjenih poprsij predstavlja figure prednikov, morda iz velikih družinskih grobnic, kot je Scipijeva grobnica ali kasnejši mavzolej zunaj mesta. Slavni Kapitolski Brut, bronasta glava, ki naj bi bila Lucija Junija Bruta, je zelo različno datirana, vendar velja za zelo redko preživetje italskega sloga pod Republiko, v najprimernejšem bronastem mediju . Podobno se vidijo tudi stroge in močne glave v kovancih konzulov, v cesarskem obdobju pa so bili kovanci in doprsja, ki so bili poslani po cesarstvu, postavljeni v bazilike pokrajinskih mest, glavna vizualna oblika imperialne propagande; celo Londinium (zdaj London) je imel skoraj kolosalni kip Nerona, čeprav precej manjši od 30-metrskega Neronovega kolosa v Rimu, ki je zdaj izgubljen. Evrisakova grobnica, uspešnega osvobojenca (ok. 50–20 pr. n. št.), ima friz, ki je nenavadno velik primer plebejskega sloga. 
Rimljani na splošno niso poskušali tekmovati s samostojnimi grškimi deli junaških podvigov iz zgodovine ali mitologije, temveč od zgodnjih ustvarjenih zgodovinskih del z reliefom, ki so dosegli vrhunec v velikih rimskih triumfalnih stebrih z neprekinjenimi narativnimi reliefi, ki so jih ovijali. V Rimu je Ara Pacis ('Oltar miru', 13 pr. n. št.) predstavljal uradni grško-rimski slog na najbolj klasičen in prefinjen način. Med drugimi pomembnejšimi primeri so tudi prej uporabljeni reliefi na Konstantinovem slavoloku in podnožje stebra Antonina Pija (161) , Relefi Campane so bili cenejša lončarska različica marmornih reliefov, okus za reliefe pa se je iz cesarskega obdobja razširil na sarkofag.
Vse oblike razkošne majhne skulpture so bile še naprej pokroviteljske, kakovost pa je lahko izjemno visoka, kot v srebrni Warrenovi čaši, stekleni Likurgovi čaši in velikih kamejah kot so Gemma Augustea, Gonzagova kameja in Velika kameja Francije. Za precej širši del prebivalstva je bila oblikovana reliefna dekoracija lončarskih posod in majhnih figuric v veliki količini in pogosto precej kakovostne.
Ko se je skozi 3. stoletje gibala »baročno« faza , se je rimska umetnost v veliki meri opustila ali pa preprosto postala neuspešna, kiparstvo v klasični tradiciji, sprememba, katere vzroki so še vedno zelo nejasni. Tudi najpomembnejši imperialni spomeniki so zdaj pokazali trde, velike oči v ostrem frontalnem slogu, v preprostih kompozicijah, ki poudarjajo moč na račun miline. Nasprotje je znano ponazorjeno v Konstantinovem slavoloku iz leta 315 v Rimu, ki združuje odseke v novem slogu z rondeli v prejšnjem polnem grško-rimskem slogu, vzetem od drugod in štirimi tetrarhi (ok. 305) iz nove prestolnice Konstantinopel, zdaj v Benetkah. Ernst Kitzinger je v obeh spomenikih našel enake »skromne razsežnosti, kotne premike, urejanje delov s simetrijo in ponavljanjem ter upodobitev elementov in draperijastih zloženk skozi zareze, ne pa modeliranje ... Značilnost sloga, kjerkoli se pojavi, je poudarjena trdota, teža in angularnost - skratka, skoraj popolna zavrnitev klasične tradicije«. 
Ta revolucija v slogu je kmalu potekala pred obdobjem, ko je rimska država in velika večina ljudi  prevzela krščanstvo, kar je pripeljalo do konca velike verske skulpture, z velikimi kipi, ki se zdaj uporabljajo le za cesarje, kot v slavnih delcih kolosalni akrolitični kip Konstantina in Barletov kolos iz 4. ali 5. stoletja. Vendar so bogati kristjani še naprej naročali reliefe za sarkofage, kot je sarkofag Juniusa Bassusa in zelo majhne skulpture, zlasti v slonovini. 
- Etruščanski sarkofag, 3. st. pr. n. št.
- Kapitolski Brut, verjetno pozno 4. do zgodnje 3. st. pr. n. št., morda 1. st. pr. n. št..[11]
- Rimska birema upodobljena v reliefu iz templja Fortune Primigenie v Praenestu, zgrajen okoli leta 120 pr. n. št.; razstavljena v muzeju Pija-Klementina (Museo Pio-Clementino) v Vatikanskih muzejih..
- Torlonijev patricij, poprsje, verjame se, da je Kato starejši; 1. st. pr. n. št.
- Govornik, okoli 100 pr. n. št., etruščansko-rimski bronast kip prikazuje Aule Metele (latinsko Aulus Metellus), Etruščana v rimski togi medtem ko govori; v kipu je napis v etruščanski pisavi
- Scipio Africanus, bronasto poprsje, sreda 1. st. pr. n. št.
- Tako imenovan "Barberinijev Togatus", kip prikazuje rimskega senatorja, ki drži portretne podobe (po možnosti "domišljijske") umrlih prednikov; marmor, pozno 1. stoletje pr. n. št.; glava (ne pripada): sredina 1. stoletja.
- Nagrobni relief Publija Ajdija in Aidije, 30 pr. n. št., Pergamonski muzej (Berlin)
- Doprsni kip iz Arlesa, marmor, najden v reki Roni blizu Arlesa, c. 46 pr. n. št.
- Republikanski ali zgodnje cesarski, Relief sedečega poeta (Menander) z masko Nove komedije, 1. st. pr. n. št. – zgodnje 1. st. n. št., Princeton University Art Museum
- Avgust pri Prvih vratih, kip cesarja Avgusta, 1. st.. Vatikanski muzeji
- Kameja znana kot Velika kameja Francije, c. leto 23, z alegorijo Avgusta in njegove družine
- Doprsni kip cesarja Klavdija, c. leta 50, (predelan iz kipa cesarja Kaligule), najden v baziliki Otricoli v Lanuviumu, Italija, Vatikanski muzeji
- Tako imenovana "Venera v bikiniju", iz Hiše Julia Felix, Pompeiji, dejansko upodablja svojo grško ustreznico Afrodito, ko si namerava odvezati sandale z majhnim Erosom, ki čepi pod levo roko.
- Grobni relief v Decii, leto98–117
- Kip Marsa iz Nervovega foruma, zgodnje 2. st., osnovan na original iz Avgustove dobe, ki je uporabil helenistični grški model iz 4. stoletja pred našim štetjem, Kapitolski muzeji [12]
- Barvni marmorni kip prikazuje boginjo Tihe, ki drži dojenčka Pluta v naročju, 2. st., Carigrajski arheološki muzej
- kip Antinoja (Delfi) , prikazuje Antinoja, barvni paroški marmor, narejen v času Hadrijanove vladavine (r. 117-138 )
- Antilno poprsje cesarja Lucija Vera (r. 161-169), naravno svetlolas, kot bi v njegove lase poškropil zlato v prahu,[13] Bardo National Museum, Tunis
- Ostanki rimskega doprsja mladostnika z rdečo brado, ki morda prikazuje rimskega cesarja Komoda (r. 177-192), Narodni arheološki muzej, Atene
- Komod oblečen kot Herkul, c. 191, v pozno cesarskem "baročnem" slogu
- Mark Avrelij je sprejema premagane uničene sovražnike iz Marcomanskih vojn, relief iz njegovega zdaj uničenega slavoloka v Rimu, Kapitolski muzeji, 177-180
- Zasebni portret z individualiziranim in nepopustljivim naturalizmom ter stiliziranim vplivom portretov cesarjev Hadrijana in Antonina Pija v bradi in pričeski.
- Antični rimski kip Izide, v zbirki grških in rimskih starin v Kunsthistorisches Museum, Dunaj; prva polovica 2. stoletja našega štetja, najdena v Neaplju, Italija; iz črnega in belega marmorja.
- Marmorna podpora za mizo, ki jo krasi skupina, vključno z Dionizom, Panom in Satirom; Dioniz ima riton v obliki panterja; sledi rdeče in rumene barve so ohranjene na laseh figur in vej; iz delavnice v Mali Aziji, leto 170-180, narodni arheološki muzej Atene, Grčija
- Farnezijski Heraklej ali Heraklej pri počitku, verjetno povečana kopija, izdelana v začetku 3. stoletja našega štetja in podpisana z določenim Glikonom, od izvirnika Lizipa (ali nekoga iz njegovega kroga), ki bi nastal v 4. stoletju pred našim štetjem; kopija je bila izdelana za Karakalove terme v Rimu (posvečena leta 216), kjer je bila odkrita leta 1546.
- Antični rimski kip cesarja Balbina iz leta 238, razstavljen v Arheološkem muzeju Pirej (Atene)
- Bron Treboniana Gala datira v čas rimskega cesarstva, edini ohranjen kip  v naravni velikosti iz 3. st. (Metropolitan Museum of Art) [14]
- Portret štirih tetrarhov, c. 305, prikazuje nov anti-klasični slog, porfir, sedaj v San Marco, Benetke
- Glava in drugi deli Konstantina I. iz kolosalnega bronastega kipa, zgodnje 4. st.  Kapitolski muzeji (Rim)
- Marmorni portret rimske matrone, zgodnje 4. st., Ermitaž, St. Petersburg
- Poprsje, na katerem je upodobljen idealiziran portret efeškega Menandra, 4. stoletje, Arheološki muzej v Efezu
- Detajl sarkofaga kaže krščansko vero, Jezusa Kristusa v delitvi krušnih hlebcev in rib, c. 350-375, Vatikanski muzeji
- Rimsko poprsje, ki prikazuje Valensa ali Honorija; marmor, ca. 400
- Honorij na konzularnem diptihu Anikija Petronija Proba, (leto 406)
- Izklesan kamen, ki prikazuje osvoboditev obleganega mesta s pomočjo sil, s tistimi, ki branijo zidove, ki naredijo izhod; Zahodni rimski imperij, začetek 5. stoletja
- Portret neznanega moškega, ki so ga našli v atenski Agori, iz okoli leta 400-450; Nacionalni arheološki muzej, Atene
- Doprsni kip vzhodno rimskega cesarja Teodozija II. (408–450); marmor, 5. stoletje
- Poprsje vzhodnorimske dame (Galla Placidia?) v muzeju Saint-Raymond de Toulouse, 5. stoletje
- Doprsni kip neznanega govorca ali filozofa iz Tartusa, zdaj v Louvru, 5. stoletje

## Portreti
Portretiranje je bil prevladujoč žanr rimskega kiparstva, ki je morda rastel iz tradicionalnega rimskega poudarka na družini in prednikih; v preddverju (atriju) rimske elitne hiše so bili prikazani portretni doprsni kipi. Med rimsko republiko je veljalo, da se ne pretirava s fizičnimi nepopolnostmi in da so moški prikazani zlasti kot nerodni in nebogljeni z nečimrnostjo: portret je bil zemljevid izkušenj. V cesarskem obdobju so postali vse bolj idealizirani kipi rimskih cesarjev, zlasti v povezavi z državno religijo v Rimu. Nagrobniki celo skromno bogatega srednjega razreda včasih kažejo portrete sicer neznanega pokojnika, ki je izklesan v reliefu.
Med številnimi muzeji s primeri rimskega portretnega kiparstva so še posebej pomembne zbirke Metropolitanski muzej umetnosti |Metropolitanskega muzeja umetnosti]] v New Yorku in Britanskega muzeja v Londonu.

## Religiozna in pogrebna umetnost
Religiozna umetnost je bila tudi pomembna oblika rimskega kiparstva. Osrednja značilnost rimskega templja je bil kultni kip božanstva, ki je bil tam obravnavan kot »nastanjen«. Čeprav so bile podobe božanstev prikazane tudi v zasebnih vrtovih in parkih, se zdi, da so bili najbolj veličastni preživeli kipi kultne podobe. Rimski oltarji so bili običajno precej skromni in navadni, toda nekateri cesarski primeri so bili oblikovani po grški praksi z izpopolnjenimi reliefi, najbolj znan pa je bil Ara Pacis, ki se je imenoval »najbolj reprezentativno delo Avgustove umetnosti«. Majhne bronaste figurice, izvedene z različnimi stopnjami umetniške kompetence, so bogate v arheoloških zapisih, zlasti v provincah in kažejo, da so bile stalno prisotne v življenju Rimljanov, bodisi za votivni dar ali za zasebno rabo doma ali v bližnjih svetiščih. Te tipično kažejo bolj regionalne razlike v slogu kot velika in bolj uradna dela, pa tudi slogovne preference med različnimi razredi. 
Rimski marmorni sarkofagi večinoma izvirajo od 2. do 4. stoletja, po zamenjavi rimskih pogrebnih običajev iz upepelitve v pokop in so bili večinoma izdelani v nekaj večjih mestih, vključno z Rimom in Atenami, ki so jih izvozili v druga mesta. Stela kot nagrobnik je ostala bolj pogosta. Vedno so bile zelo draga oblika, ki je bila rezervirana za elito in še posebej v relativno malo izredno izklesanih primerih; večina je bila vedno razmeroma preprosta, z napisi ali simboli, kot so girlande. Sarkofagi se razdelijo na več slogov in sicer na območje proizvodnje. "Rimski" so bili ob steni, ena stran pa je ostala neobdelana, "atika" in druge stranice pa so bile izrezljane na vseh štirih straneh; kratke stranice so bile na splošno manj razkošno okrašene v obeh tipih.
Čas, potreben za spodbujanje uporabe standardnih predmetov, na katere bi lahko dodali napise, da bi jih personalizirali in portreti pokojnika, so se pojavljali počasi. Sarkofagi ponujajo primere zapletenih reliefov, ki prikazujejo prizore, ki pogosto temeljijo na grški in rimski mitologiji ali skrivnostnih religijah, ki so ponujali osebno odrešenje in alegorične predstave. Rimska pogrebna umetnost ponuja tudi različne prizore iz vsakdanjega življenja, kot so igranje iger, lov in vojaška prizadevanja. 
Zgodnjekrščanska umetnost je hitro prevzela sarkofag in je najpogostejša oblika zgodnjekrščanskega kiparstva, ki sega od preprostih primerov s simboli do izpopolnjenih stranic, pogosto z majhnimi prizori Kristusovega življenja v dveh vrstah v arhitekturnem okviru. Sarkofag Junija Basa (359) je takšnega tipa, prej zgodnejši dogmatski sarkofag pa je precej enostavnejši. Ogromen porfirski sarkofag Helene in Konstantina je velik cesarski primer.

### Prizori iz rimskih sarkofagov
- Prizor orfizma (2. stoletje)
- Sarkofag iz Portonaccia z bitko
- Dioniz jaha panterja in spremljevalci, 220-230
- Otroci se igrajo z orehi (3. stoletje)
- Sarkofag s Kaledonskim lovom, Palazzo dei Senatori - Musei Capitolini, Rim.
- Sarkofag z alegorijo štirih letnih časov (3. stoletje), Palazzo dei Senatori - Musei Capitolini, Rim.
- Sarkofag Kvinta Flavija Severina, Palazzo dei Senatori - Musei Capitolini, Rim.
- Zgodnjekrščanski marmorni sarkofag z visokim reliefom prikazuje prizor iz Stare in Nove zaveze, c. 310
- Pred Kristusovim sojenjem pred Pilatom, kjer naj bi si Pilat umil roke. Detajl iz zgodnjekrščanskega sarkofaga Junija Basa (umrl 359)

## Vrtovi in terme
Številne znane velike kamnite vaze, izdelani v reliefu iz cesarskega obdobja, so bile očitno večinoma uporabljene kot vrtni okras; pravzaprav je bilo veliko kipov postavljenih v vrtove, tako javne kot zasebne. Med kipi, ki so jih odkrili v Salustijevih vrtovih, in jih je za javnost odprl Tiberij, so:
- Obelisco Sallustiano, rimska kopija egipčanskega obeliska, ki je zdaj pred cerkvijo Trinità dei Monti nad Piazza di Spagna na vrhu Španskih stopnic;
- Borghesejeva vaza, ki je bila tam odkrita v 16. stoletju.
- kipi, znani kot Umirajoči Galačan in Ludovisijev Galačan ubija sebe in svojo ženo , marmorne kopije del znane helenistične skupine v bronu za Pergamon okoli 228 pr. n. št.
- Ludovisijev prestol  (verjetno verodostojni grški kos v strogem klasičnem slogu), ki je bil najden leta 1887 in Bostonski prestol, najden leta 1894.
- Čepela Amazonka, najdena leta 1888 v bližini via Boncompagni, približno petindvajset metrov od ulice Quintino Sella (Museo Conservatori).

Rimske terme so bile še eno mesto za kiparstvo; med dobro znanimi deli, ki so jih odkrili v Karakalovih termah, so Farnezijski bik in Farnezijski Herkul, domoljubne figure v začetku 3. stoletja v naravni velikosti pa spominjajo na dela sovjetskega realizma (zdaj v muzeju Capodimonte, Neapelj).
Najdeno v Sallustovih vrtovih:
- Padajoča Niobida, odkrita na mestu v letu 1906 (Museo Nazionale Romano) 'grški izvirnik [17]
- Borghesejeva vaza
- Kip kariatide, Palazzo dei Senatori - Musei Capitolini, Rim.
- Vodnjak v obliki pivskega roga (riton), Palazzo dei Senatori - Musei Capitolini, Rim.
- Otrok z gledališko masko, za vrt ali hišo, Palazzo Nuovo - Musei Capitolini, Rim.

## Tehnologija
Prizori, prikazani na reliefih, kot je na primer Trajanov steber in na sarkofagih, razkrivajo podobe rimske tehnologije, ki so bile dolgo izgubljene, kot so balista in uporaba vodnih koles za rezanje kamna. Slednji je bil pred kratkim odkrit v Hieropolisu in spominja na mlinarja, ki je uporabljal stroj. Drugi reliefi kažejo stroje za pobiranje, tako kot jih je opisal Plinij starejši v svoji Naturalis Historia.

## Arhitektura
V primerjavi z Grki so Rimljani manj uporabljali kamnito skulpturo na stavbah, očitno pa so imeli nekaj frizov s figurami. Pomembni pedimenti, kot je na primer Panteon, so prvotno imeli kiparski okras, vendar jih skoraj ni preživelo. Terakota reliefni paneli, imenovani Campanejevi reliefi, so preživeli v dobrem številu. Ti so bili uporabljeni za dekoracijo notranjih zidov, v trakovih.
Arhitekturni pisec Vitruvij je neobičajno zadržan glede arhitekturne uporabe kiparstva, omenja le nekaj primerov, čeprav pravi, da bi arhitekt moral razložiti pomen arhitekturnega ornamenta in kot primer uporabil kariatide. 